# François Le Huche
François Le Huche is een Franse foniater. Le Huche heeft een geheel eigen visie op de stem.
Hij onderscheidt vier gezichtspunten:
- de stem als instrument
- de stem als expressiemogelijkheid
- de omstandigheden waaronder de stem wordt aangewend
- het stemgedrag.

Afhankelijk van het doel van de spreker en het type actie, aangewend om stem te geven, leidt dit naar drie tamelijk bijzondere stemgedragingen. Op de eerste plaats de projectiestem of doelgerichte stem, vervolgens de niet-projecterende stem of de eenvoudige expressiestem en tot slot de stem in nood of de aandringende stem.
De projectiestem heeft de gesprekspartner of het publiek als prioriteit en heeft als doel de ander aan te zetten tot actie. Het automatische gedrag van de projectiestem resulteert in het samengaan van vier onlosmakelijk elementen: de mentale opdracht, de blik gericht op het doel, het rechten van het lichaam en het in gang zetten van de middenrifademhaling, ook wel abdominale ademhaling of buikademhaling.
Bij de niet-projecterende stem heeft de toehoorder niet de hoogste prioriteit. De niet-projecterende stem gaat niet gepaard met een specifiek gedrag. De fysieke houding blijft gevarieerd. De toegepaste ademhalingstechniek is doorgaans van het type sleutelbeenademhaling.
Bij de stem in nood vindt stemactie plaats met een urgent karakter. Fysiek doet de stem een beroep op de buiging van het bovenste deel van de borstwervelkolom. Deze fungeert hier als motor voor de ademhaling bij het stemgeven. Dit heeft als gevolg dat het middenrif niet kan worden ingeschakeld om de uitademingsdruk te controleren. De larynx regelt het volume.
Het zijn de vicieuze cirkel van het geforceerd stemgedrag, beïnvloedende factoren en bevorderende factoren die verantwoordelijk zijn voor het ontstaansmechanisme en de instandhouding van de disfunctionele stemgeving (Le Huche, 1990). De vicieuze cirkel van het stemgedrag is het resultaat van het progressief vervangen van het normale mechanisme van de projectiestem door het mechanisme van de stem in nood. Het geforceerd stemgedrag wordt gekenmerkt door een verandering van de totale houding: indaling van de borstkas, ronding van de rug, vooruit steken van de kin en spannen van de spieren van de larynx. De spanning kan zich uitbreiden naar het gehele lichaam. Een volgend kenmerk is de glottisslag. Vervolgens zijn aanwezig bepaalde subjectieve gevoelens, verandering van de larynx en het gebied eromheen, afname van de hanteerbaarheid van de stem en het stemapparaat en tot slot verandering van de stem. Verantwoordelijke beïnvloedende factoren zijn keel-neus-oor aandoeningen, psychologische factoren, algehele zwakte, hoesten, premenstruele periode, zwangerschap en buik ingreep en tot slot heesheid bij therapeutische ex-akinesie, dat wil zeggen bewegingsarmoede als gevolg van misplaatst of te streng opgelegd doktersvoorschrift zoals een lange zwijgkuur bij een larynxaandoening. Verantwoordelijke bevorderende factoren zijn sociaalprofessioneel verplicht spreken of zingen, psychologische kenmerken, duurzame psychologische conflicten, alcohol en nicotine vergiftiging, chronische keel-neus-oor aandoeningen, gestoorde auditieve feedback, gebrekkige stemtechniek, blootstaan aan omgevingsgeluid, blootstaan aan stof, prikkelende dampen en airconditioning, de aanwezigheid van een hees persoon, de aanwezigheid van een slechthorend persoon en tot slot longaandoeningen in de voorgeschiedenis.
Het onderzoek vindt plaats in de vorm van een gesprek. De persoon wordt gevraagd spontaan te vertellen wat hij voelt. Vervolgens worden een aantal gerichte vragen gesteld. Het onderzoek wordt opgenomen op band. Omdat de subjectieve signalen de patiënt het meest interesseren worden ze zorgvuldig opgetekend. Bij het verdwijnen ervan zal de patiënt zich genezen voelen.Vervolgens wordt het stemgedrag geobserveerd. Het gedrag van de spontane conversatie stem, het stemgedrag bij lezen: eenvoudige lezen, projecterend lezen, gemaskeerd lezen (test van Lombard-Tarneaud), de gebiedende stem en de zangstem, worden beoordeeld op de hoorbare kenmerken intensiteit, hoogte en timbre. Ook zijn de stemvormingsduur, indien nodig het beluisteren van de bandopname en eventueel een onmiddellijke correctieproef onderdelen van het onderzoek. Tot slot wordt nagegaan in welke mate de persoon de middenrifademhaling beheerst. Het lichamelijk onderzoek bestaat voornamelijk uit het laryngoscopisch en het laryngostroboscopisch onderzoek Rekening houdend met de persoon in zijn totaliteit wordt de juiste waarde van het stemprobleem bepaald..
Een goede stemgeving bestaat uit een evenwicht tussen de spanning tussen de stembanden enerzijds en de druk onder de stembanden anderzijds (Le Huche, 1989). Het doel van de therapie is het herstellen van dit evenwicht. Le Huche heeft de methode niet helemaal zelf uitgevonden. De oefeningen volgen elkaar op en hebben het verwerven van een vaardigheid als doel. Een disfunctioneel automatisme, het gedrag van de stem in nood, dient vervangen te worden door een functioneel automatisme: het stemgedrag van de projectie stem. Le Huche spreekt van reéducatie. Volgens De Haan en Dekker (Groot woordenboek der geneeskunde) is reéducatie het stelselmatig oefenen ten einde een lichaam- of geestesgebrek te overwinnen. Damsté komt in 1968 tijdens zijn openbare les, gehouden bij het aanvaarden van het ambt van lector in de foniatrie aan de rijksuniversiteit te Utrecht tot de conclusie dat reéducatie betekent: hebt tot zijn bestemming brengen, oefenen naar een bepaald doel, een aspect van therapeutisch handelen dat nog niet ten volle tot zijn recht is gekomen. De therapie stelt hoge eisen aan de kwaliteiten van de therapeut. Met betrekking tot de kwaliteiten van de therapeut verwijst Le Huche naar de conclusies van Rogers, namelijk: ten eerste dient er een staat van overeenstemming te zijn tussen therapeut en patiënt; de therapeut dient empathisch te zijn; de houding van de therapeut dient positief te zijn; de therapeut dient geen voorwaarden te stellen aan de hulp die hij biedt aan de patiënt. Dit laatste geldt niet voor het nakomen van afspraken en financiële verplichtingen van de behandelde persoon naar de therapeut.
De methode onderscheidt drie etappes, namelijk het beheersen van de psychomotore energie, ademhaling en houding, en tot slot de stem. De methode omvat basisoefeningen, aanvullende oefeningen en verdiepende oefeningen. Informatie over de werking van de stem en het stemprobleem nemen een belangrijke plaats in. De oefeningen hebben namen. Bij elke oefening wordt de persoon gevraagd een beeld op te roepen. De naam en het beeld hebben als doel de oefening gemakkelijker te onthouden.. Deze beeldvorming zorgt voor een vloeiende overgang naar toepassen, van het tijdens de therapie verworvene, in de dagelijkse praktijk van de persoon. De oefening ‘Met open ogen’ ligt aan de basis van de therapie. Tijdens de oefening ligt de persoon op een mat of ontspanningsbank. De ogen blijven open. Zuchten worden afgewisseld met pauzes. Tijdens de pauze haalt de persoon even geen adem. Het doel is gericht op het onder controle krijgen van de middenrifspier; die een reflexspier is. Tijdens een adempauze dient de glottis wijd te blijven. Tijdens de oefening worden de gedachten van de persoon in een cirkelgang geleid langs de ledematen van het lichaam.
Aanvankelijk bestaat een sessie uit een of slechts enkele oefeningen. Tijdens elke sessie worden de basisoefeningen, die eerder aan de orde gekomen zijn, herhaald. De persoon gaat op deze wijze de oefeningen steeds beter beheersen, mede omdat hem gevraagd wordt ook de oefeningen thuis te doen. Door het steeds beter beheersen van de oefeningen zijn tijdens een sessie steeds meer oefeningen mogelijk en kan het aantal oefeningen oplopen tot meer dan tien. De duur van een sessie is 30 min.
De methode is breed toepasbaar. De oefening ‘Met open ogen’ is zeer geschikt voor oesofaguspatiënten (Heijden, M.A.E. van der, 1998a, 1998c, Le Huche, F 1987). Het volledig scala van oefeningen is toepasbaar bij stotteraars(Heijden, M.A.E. van der, 1998a ,Le Huche, F., S. Le Huche, 1992).
Le Huche ontwikkelde een therapie aangepast voor kinderen. Het stemonderzoek is vergelijkbaar met het onderzoek bij volwassenen. Aanvullend vindt plaats het onderzoek van de buikwand. Bij zeven op de tien kinderen met stemproblemen constateerden Le Huche en Allali (1990) het openspringen van de witte lijn. De witte lijn correspondeert met een strook peesvlies die drie buikspieren dient te integreren. Een van de elementen voor het juist toepassen van de projectie stem is het toepassen van de middenrifademhaling. Le Huche heeft daarom speciaal voor kinderen een aantal buikspieroefeningen ontwikkeld. Le Huche pleit voor korte series van behandelingen met een limiet van vijftien achter elkaar.

## Ervaringen met de Methode Le Huche
Het logopedisch stemonderzoek wordt volledig opgenomen op video. Ter evaluatie wordt na verloop van tijd een vervolgopname gemaakt.
De methode is van diagnostische waarde gebleken. Wanneer na vier tot zes weken therapie weinig of geen verandering heeft plaatsgevonden met betrekking tot de subjectieve klachten van de persoon is het zeer aan te bevelen overleg te plegen met de verwijzende instantie. Na doorverwijzing bleek een aantal malen sprake van – ernstige - niet eerder geconstateerde organische afwijkingen, waaronder kanker.
De methode heeft zijn genezende waarde bewezen. Aantoonbaar verdwenen onder andere stembandknobbeltjes en oedeem op de stembanden. Bij CARA kan de therapie vermindering van medicijngebruik tot gevolg hebben
Als ik iets nieuws heb kunnen toevoegen dan is het het belang van de beeldvorming. Rekening houden met het beeld dat de persoon zich vormt, dat leek me belangrijk. Het is soms moeilijk dit door te laten dringen, want het onderwijzend bestel, doorgaans medisch en verzorgend, heeft moeite met het denkbeeldig lichaam, met de denkbeeldige voorstelling. Ze houden zich te zeer bezig met het concrete lichaam. Hoe gedacht wordt over de houding, wat zich afspeelt in het hoofd van de persoon, wat doorleeft hij gedurende die houding, dat is moeilijk over te dragen. Dat ligt aan de basis van de techniek die ik voorstel en die volledig is geïnspireerd op de denkbeeldige voorstelling. Het gaat niet om de lichaamshouding bekeken vanuit anatomisch punt: ‘Hoe moet ik mijn hoofd houden ten opzichte van mijn nek, ten opzichte van mijn romp’. Het gaat om de psychologische houding: ‘Hoe sta ik in verhouding tot mijn omgeving’.— François Le Huche